# Moundville (Alabama)
Moundville è un comune degli Stati Uniti d'America situato nelle contee di Hale, Tuscaloosa dello Stato dell'Alabama.